# Angerona

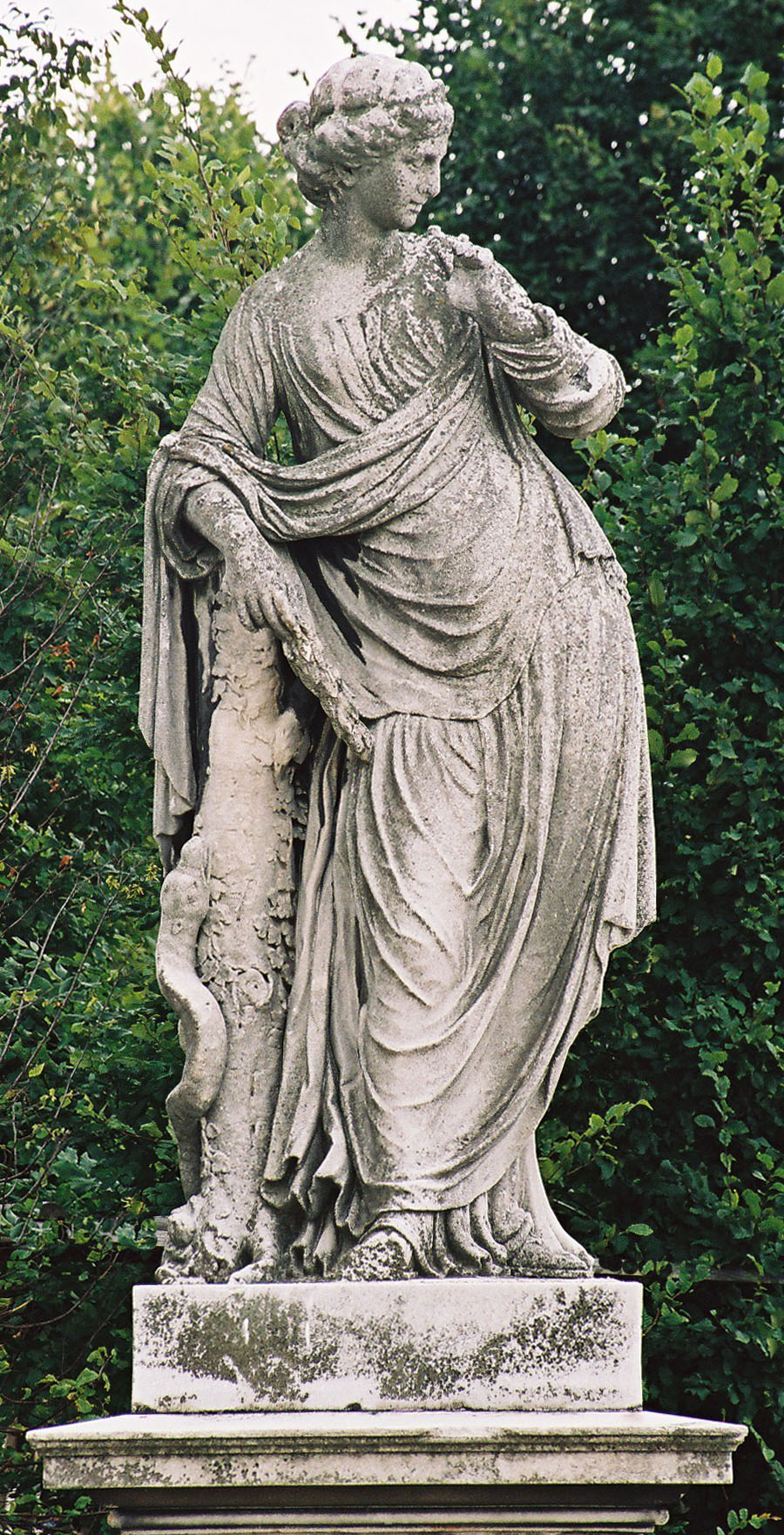
Statua dedicata ad Angerona a Vienna

Angeróna (o Ageronia) era un'antica divinità della religione romana le cui origini sono da ricercarsi anche nelle tradizioni dei popoli indoeuropei.

## Caratteristiche
Dea del silenzio o dei piaceri, protettrice degli amori segreti, guaritrice dalle malattie cardiache, dal dolore e dalla tristezza, viene rappresentata con l'indice della mano destra sulle labbra chiuse. 
Ad Angerona spettava il compito di tenere segreto il nome della città, non consentendo ai nemici di conquistarla oltreché di presiedere un periodo dell'anno delicato come era il solstizio d'inverno.
Non aveva templi particolari, ma solo una statua nel tempio della dea Volupia, con cui, a volte, viene confusa. Il suo simulacro aveva la bocca chiusa con una fascia, un mistero variamente interpretato da Plinio Macrobio e Solino.
La dea veniva associata ad altre divinità, tra le quali: Opis dea romana della fertilità, dell'abbondanza e della gravidanza; Muta dea dei campi e soprattutto silenziosa anche lei.
La sua festa, definita Angeronalia, veniva celebrata il 21 dicembre e prevedeva una serie di riti sacrificali da compiersi presso il tempio di Volupia.

### Fonti antiche
- Varrone, De lingua latina,VI;
- Macrobio, Saturnali, I,III.